# Madame voulait un manteau de vison
Pour plus de détails, voir Fiche technique et Distribution.
Madame voulait un manteau de vison (titre original : The Lady Wants Mink) est un film américain réalisé par William A. Seiter, sorti en 1953. Il s'agit d'une comédie, avec Dennis O'Keefe, Ruth Hussey, Eve Arden, William Demarest, Gene Lockhart et Hope Emerson dans les rôles principaux.

## Synopsis
Jim Connors achète un nouveau manteau à sa femme mais son voisin, Harvey Jones, le surpasse en achetant un vison à sa propre femme Gladys. Nora Connors n'y voit pas d'inconvénient mais Jim, un agent de recouvrement pour un grand magasin, est gêné par ses revenus.
Une remarque désinvolte de Gladys donne l'idée à Nora d'acheter un couple de vrais visons et de les ramener à la maison. Bien que les animaux soient en cage, ils créent d'abord des problèmes avec les voisins puis avec les autorités de ville, qui souhaitent s'assurer que Nora ne se lance pas dans un commerce de fourrure. On décide que la famille doit déménager à la campagne.

## Fiche technique
- Titre français : Madame voulait un manteau de vison
- Titre original : The Lady Wants Mink
- Réalisation : William A. Seiter
- Assistant du réalisateur : Lee Lukather
- Scénario : Dane Lussier (en) et Richard Alan Simmons d’après une histoire de Leonard Neubauer et Lou Shor
- Direction artistique : Martin Obzina
- Décorateur de plateau : John McCarthy, Jr. (en) et Otto Siegel
- Photographie : Reggie Langing
- Montage : Fred Allen
- Musique : Stanley Wilson
- Production : Herbert J. Yates et William A. Seiter
- Société de production et de distribution : Republic Pictures
- Pays d'origine :  États-Unis
- Langue originale : anglais
- Format : Couleur (Trucolor) - 35 mm — 1,37:1 - Mono (RCA Sound System)
- Genre : Comédie
- Durée : 92 minutes
- Dates de sortie :
  - États-Unis : 30 mars 1953
  - France : 13 novembre 1953

## Distribution
- Dennis O'Keefe : Jim Connors
- Ruth Hussey : Nora Connors
- Eve Arden : Gladys Jones
- William Demarest : Harvey Jones
- Gene Lockhart : Mr. Heggie
- Hope Emerson : Mrs. Hoxie
- Hillary Brooke : Evelyn Cantrell
- Tommy Rettig : Ritchie Connors
- Earl Robie : Sandy Connors
- Isabel Randolph (en) : Mrs. Frazier
- Mary Field : Janie
- Thomas Browne Henry : Mr. Swiss
- Brad Johnson : Bud Dunn
- Mara Corday : un modèle
- Robert Shayne : Cecil
- Jean Fenwick : Faye
- Jean Vachon (en) : Doris
- Vici Raaf : Daisy
- Mary Alan Hokanson : Marian

Acteurs non crédités
- Barbara Billingsley
- Wade Crosby
- Frank Gerstle (en)
- Bobby Diamond (en)
- Max Wagner (en)
- Arthur Walsh (en)
- Angela Greene